# Horisme maerens
Horisme maerens là một loài bướm đêm trong họ Geometridae.